# Кашпо

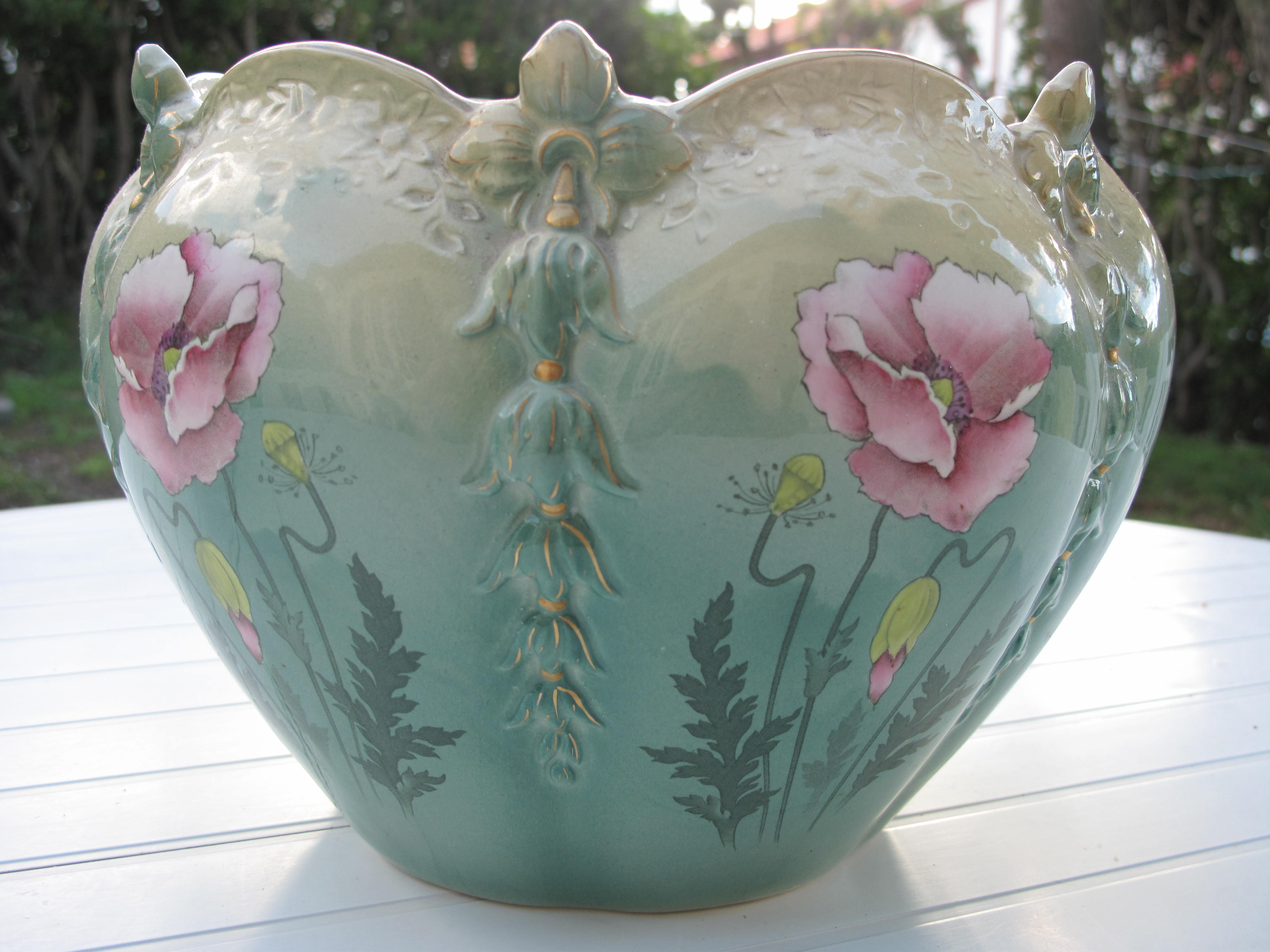
Кашпо

Кашпо́ (від фр. cache-pot, букв. — «сховай горщик») — декоративний контейнер для горщика з рослиною. Внизу кашпо не має бути отворів, щоб вода не виливалася назовні. На відміну від горщика, має підкреслено декоративну функцію, тому є предметом коштовних дарунків та колекціонування.

## Використовування
Президент США Білл Клінтон дарував багатьом главам держав кашпо в особливому дизайні.